# Тушину
Тушину (рум. Tușinu) — село у повіті Муреш в Румунії. Входить до складу комуни Синпетру-де-Кимпіє.
Село розташоване на відстані 293 км на північний захід від Бухареста, 33 км на північний захід від Тиргу-Муреша, 48 км на схід від Клуж-Напоки.

## Населення
За даними перепису населення 2002 року у селі проживали 649 осіб.
Національний склад населення села:
| Національність | Кількість осіб | Відсоток |
| -------------- | -------------- | -------- |
| румуни         | 536            | 82,6%    |
| угорці         | 111            | 17,1%    |

Рідною мовою назвали:
| Мова      | Кількість осіб | Відсоток |
| --------- | -------------- | -------- |
| румунська | 583            | 89,8%    |
| угорська  | 66             | 10,2%    |